# César Batlle Pacheco
César Batlle Pacheco (Montevideo, 30 de agosto de 1885 - Montevideo, 5 de junio de 1966) fue un periodista, dirigente deportivo y político uruguayo, perteneciente al Partido Colorado. Histórico líder de la lista 14 y director del diario El Día, era el presidente de la AUF cuando Uruguay gana el Mundial de 1950.

## Biografía
César Batlle Pacheco nació el 30 de agosto de 1895 en Montevideo, 9 meses antes de la fundación de El Día, en la distinguida familia Batlle, de ascendencia catalana.
Fue el hijo mayor del que sería dos veces presidente José Batlle y Ordóñez (en 1903-07 y 1911-15) y de Matilde Pacheco, siendo hermano de Rafael Batlle Pacheco (1887-1960), Amalia Ana Batlle Pacheco (1892-1894), Ana Amalia Batlle Pacheco (1894-1913) y Lorenzo Batlle Pacheco (1897-1954).
Él y sus hermanos crecieron junto a su primo huérfano, el futuro presidente uruguayo, Luis Batlle Berres, en la finca de los Batlle en Piedras Blancas, a las afueras de Montevideo.
La relación de Batlle Berres con sus primos, a diferencia de lo que se suele asumir, no era mala; muchos testimonian la furia de Luis si alguien hablaba mal de ellos, a pesar de la futura rivalidad política. También mantuvo buenas relaciones con los hijos de su primo, como el futuro presidente Jorge Batlle.
Junto a sus padres, hermanos y algunos de sus primos (como Luis Batlle Berres) recorrieron distintos países de Europa entre 1907 y 1911.
Tuvo una estrecha relación con el diario fundado por su padre, El Día, llegando a ocupar su dirección en múltiples ocasiones.
Falleció el 5 de junio de 1966.  

## Ámbito político

### Inicios
César y su hermano Lorenzo compartían la misma pasión por la política que su padre José Batlle y Ordóñez, también transmitida a Luis Batlle Berres. El tercer hermano, Rafael, se dedicó a la poesía y al periodismo. 
Comenzó integrando órganos departamentales creados en la Constitución de 1918. Primero integró la Junta Económico-Administrativa de Montevideo en 1914 y después el Concejo de Administración Departamental desde 1920, cuya presidencia ejerció en el periodo 1931-1932. 
En la Junta Económico-Administrativa de Montevideo impulsó diversas iniciativas vinculadas al urbanismo como la promoción de espacios verdes o la extensión del pavimento liso en sustitución de los tradicionales adoquines de cuña.
En 1932, César Batlle Pacheco y Pablo Minelli redactan la ley que crearía el voto femenino en el Uruguay. Esta ley, aprobada ese mismo año y denominada Ley 8.927, autorizaba el derecho de las mujeres a votar en elecciones nacionales, lo que sucedió por primera vez en las elecciones generales de 1938 tras la dictadura de Terra. El derecho al voto femenino fue incorporado por la Constitución de la dictadura, la Constitución de 1934.
Cuando se produjo el golpe de Estado de Gabriel Terra, el 31 de marzo de 1933, todos los Batlle tomaron conjuntamente el camino de la oposición y la resistencia. Siendo la familia Batlle perseguida y con algunos periodistas apresados, Batlle Berres se exilió mientras que los hermanos Batlle Pacheco mantuvieron una posición contraria a la dictadura mediante el diario El Día. 
El Día dejaba en sus páginas espacios en “blanco” cuando el artículo era censurado, para destacar el atropello a la libertad de prensa, continuando su lucha hasta su clausura. Luego reapareció con la colaboración financiera de ciudadanos, que César Batlle Pacheco insistió en pagar, al principio con pequeñas entregas.
Con el retiro de Terra y la asunción como presidente de Alfredo Baldomir, para asegurar la transición a la democracia se buscó salir de la Constitución de la dictadura de Terra, que mantenía el autoritario Senado de 15 y 15. Por lo que César Batlle fue él mismo en persona a dialogar con el presidente Alfredo Baldomir.  
Cuando se le criticó que el hijo de Batlle y Ordóñez hubiera ido a hablar con quien había sido el Jefe de Policía en el golpe de Estado de 1933 y que ordenó apresar a Baltasar Brum, respondía: "No habría sido moral mandar a otros a hacer lo que uno entendía que debía hacerse". Las conversaciones fructificaron, a fines de 1941 César Batlle Pacheco fue protagonista del acuerdo que resultó en el "golpe bueno" del 21 de febrero de 1941 y que lo convirtió en un miembro del Consejo de Estado del año 1942 (encargado de redactar la Constitución de 1942)
En esos tiempos, el 8 de febrero de 1942, César Batlle Pacheco realiza, ante el Esc. Jorge Carbonell, la compraventa del inmueble que luego sería la Casa del Partido Colorado. Tiempo después se sumarían los inmuebles que dan a las calles San José y Soriano. Batlle Pacheco dispuso que a su muerte se legara “al sublema Batllismo de Partido Colorado, los inmuebles situados entre las calles Soriano, Vázquez, San José y Médanos”.
En las elecciones de 1942, celebradas el domingo 29 de noviembre, fue candidato a edil para la Junta Departamental de Montevideo, siendo electo para el período 1943-1947, y volviendo a ser electo para este cargo en las elecciones de 1946, para el período 1947-1951. Como edil se empeñó en completar la Rambla desde el Puerto al arroyo Carrasco. 
En 1945, al terminar la Segunda Guerra Mundial, en la sede del diario El Día, en las calles 18. de Julio y Yaguarón, flameó la bandera nacional junto a otras del bando Aliado, estando presentes Inglaterra, Francia y Estados Unidos, pero no la URSS. 

### Rivalidad con su primo Luis Batlle Berres
Al aproximarse las elecciones de 1946, el nombre de Luis Batlle Berres sonó como posible candidato a la intendencia de Montevideo, cargo de gran relevancia. Sin embargo, una versión difundida dice que los hermanos Batlle Pacheco se opusieron radicalmente para no darle influencia política a su primo, de hecho, según se dice, Lorenzo Batlle Pacheco se opuso de manera intransigente, diciendo: “si le damos la intendencia a ese loquito, perdemos las elecciones”. 
Luis Batlle Berres terminó integrando la fórmula electoral del batllismo, y la fórmula electoral ganadora, como candidato a la vicepresidencia del político canario Tomás Berreta.  
Sin embargo, hay otras versiones. Desde que la oposición entre los hermanos Batlle Pacheco no era tan radical y darle la vicepresidencia a Luis Batlle no era una forma de sacarle influencia política. Se especula, ya que era un secreto a voces que Berreta, con sus 71 años a cuestas, estaba gravemente enfermo y era muy probable que no terminara su mandato. Por lo tanto, es posible que los hermanos Batlle Pacheco creyeran que, catapultando a su primo a ese cargo, podrían más tarde teledirigirlo y convertirse en el poder detrás de la presidencia. 
Luis Batlle Berres ascendió a la presidencia de la República con 49 años, un enorme caudal de energía, proyectos audaces y una personalidad mucho más marcada de lo que algunos pensaban. Se liberó drásticamente del control que César y Lorenzo trataron de ejercer desde la tutela familiar y el diario El Día, con Batlle Berres fundando su propio diario, Acción, en 1948, y extendiendo todo lo que pudo su red de clubes seccionales y fortaleció su propia lista de diputados, con el número 15, que ya se había presentado en 1946. 
De esta manera el batllismo se dividió de forma irreconciliable, entre la Lista 14 creada por José Batlle y Ordóñez y que ahora era representada por los hermanos Batlle Pacheco y el diario El Día, y la Lista 15, liderada por Luis Batlle Berres, con el diario Acción y la radio Ariel.
Esta rivalidad con su primo Luis Batlle Berres llevó a César ingresar más activamente en la política, buscando otros cargos.
En las elecciones de 1950 el batllismo vota dividido entre el "catorcismo" y el "quincismo". La lista 14 presenta como candidato a presidente a César Mayo Gutiérrez, siendo acompañado en fórmula por Lorenzo Batlle Pacheco como candidato a vicepresidente. Sin embargo, la lista 15 gana la elección con la fórmula Andrés Martínez Trueba - Alfeo Brum. En estas elecciones César Batlle resulta electo como diputado, en representación por Montevideo, para el período 1951-1959.
A mediados de la presidencia de Martínez Trueba comienza a tomar fuerza una vieja idea de José Batlle y Ordóñez sobre la organización del Poder Ejectuvo, la idea del Colegiado, para dividir la figura unipersonal del presidente en un consejo de varios miembros. Ya desde las elecciones de 1946 el batllismo, al volver a ser el grupo más influyente del sistema político, había comenzado a reclamar una nueva reforma que estableciera el colegiado, pero el temprano fallecimiento del presidente Berreta y el poco entusiasmo por la reforma que mostró su sucesor, Luis Batlle Berres, retrasaron la discusión sobre una posible enmienda. Pero luego de las elecciones de 1950, el movimiento reformista cobró nuevos bríos con la elección de un nuevo presidente batllista, Andrés Martínez Trueba, quien una vez en el cargo inició conversaciones con el Partido Nacional con el fin de crear un régimen de gobierno colegiado.
El impulso dado a la idea del colegiado por el presidente Martínez Trueba, apoyado en este aspecto por la lista 14 y ahora con apoyos del histórico opositor de esta idea el Partido Nacional, que veía ahora en el Colegiado una forma para ingresar en el gobierno, transformó el panorama político en uno a favor de la reforma. Así, en octubre de 1951, algunos dando su apoyo por razones programáticas y otros por simple cálculo político, el Parlamento con votos batllistas y nacionalistas sancionó una ley constitucional que consagraba la nueva constitución colegialista. El plebiscito realizado en diciembre de ese año aprobó la reforma por escaso margen y con una bajísima votación.
De esta manera la Constitución de 1952 modificó el Poder Ejecutivo, ahora integrado por nueve miembros, seis correspondientes a la lista mayoritaria del partido ganador de la elección y tres al segundo partido y asignados por representación proporcional. Algunos vieron en este apoyo una forma de reducir la influencia de su primo Luis Batlle Berres y evitar una segunda presidencia de él.

### Última etapa
En las elecciones de 1958 fue primero entre los candidatos de la lista 14 para ser integrante del Colegiado, sin embargo, esta elección es ganada por el Partido Nacional cortando con 94 años de gobierno colorado ininterrumpido. De esta manera, al Partido Colorado le correspondió 3 asientos como minoría en el colegiado, 2 para la lista más votada de la elección, la lista 15, y uno para la segunda, la lista 14. De esta manera Batlle Pacheco entra como miembro de este Consejo Nacional de Gobierno ("el primer colegiado blanco") por la minoría colorada, lista 14, entre 1959 - 1963.
En las siguientes elecciones, las elecciones de 1962, la lista 14 y sus miembros ya habían sido absorbidos en gran medida por el sector Unión Colorada y Batllista (UCB), que había nacido como una escisión de la lista 14. César Batlle Pacheco es, de esta manera, electo por la UCB como Senador para el período 1963-1967. Deja la banca en 1964, siendo su último cargo público.
En 1966, en la UCB -como en otros sectores colorados- comienza a impulsarse la idea de una reforma constitucional que elimine el colegiado para retornar al Ejecutivo unipersonal. Anteriormente a esto, Jorge Pacheco Areco, futuro presidente y sobrino de César Batlle Pacheco, periodista en el diario El Día, adhiere a la iniciativa. El apoyo de Pacheco al presidencialismo lo hace colisionar con su tío César Batlle Pacheco, fervoroso colegialista. Esa fuerte discrepancia determinará la salida de Pacheco del diario "El Día" en 1965.
César Batlle Pacheco fallece el 5 de junio de 1966.

## Ámbito deportivo
Llegó a presidir el Club Atlético Peñarol en el año 1919.
Cuando Peñarol y Central se desafilian de la AUF durante el campeonato de 1922, provocando el fenómeno conocido como cisma del fútbol uruguayo (entre 1922 y 1925) y creando una asociación disidente, la Federación Uruguaya de Football, César Batlle Pacheco permaneció del lado de la AUF pese a que había sido presidente de Peñarol poco tiempo antes.
Además, fue presidente de la Asociación Uruguaya de Fútbol en 1932-1933 y en 1945-1952, en esta última administración Uruguay ganó el Mundial de 1950 con el famoso Maracanazo.